# باغ بلور (مجموعه تلویزیونی)
باغ بلور یک مجموعه تلویزیونی محصول سال ۱۳۸۲-۱۳۸۱ به کارگردانی رامبد جوان، نویسندگی آرش قادری و تهیه‌کنندگی سعید فراهانی می‌باشد  این مجموعه که هرگز نمایش داده نشد در ۱۵ قسمت ۴۵ دقیقه‌ای تولید شده است.

## داستان
۲۵ دقیقه اول هر قسمت یک موضوع داستانی را پیگیری می کند و ۲۰ دقیقه بعد مربوط به میزگردهای تخصصی با حضور کارشناسان مربوطه است . در هر قسمت داستانی ، فضا و بازیگران تغییر می کند و به مسائلی چون افسردگی ، کمبود محبت در خانه ، دوستهای ناباب ، بیکاری و...پرداخته می شود. 

## بازیگران
- رامبد جوان
- آتیلا پسیانی
- میترا حجار
- همایون ارشادی
- امیرحسین صدیق
- لیلی رشیدی
- ستاره پسیانی
- امیر آقایی
- پیام دهکردی
- فاطمه نقوی
- سیامک انصاری
- حدیث فولادوند

•سهیلا گلستانی